# Венгер, Константин Степанович
Константин Степанович Венгер (31.05.1921 — 19.05.1988) — механик-водитель танка Т-34 127-го танкового полка (49-я механизированная Каменец-Подольская орденов Богдана Хмельницкого и Кутузова бригада, 6-й гвардейский механизированный Львовский ордена Ленина, Краснознамённый, ордена Суворова корпус, 4-я танковая армия, 1-й Украинский фронт), старший сержант, участник Великой Отечественной войны, кавалер ордена Славы трёх степеней.

## Биография
Родился 31 мая 1921 года в селе Косогорка ныне Ярмолинецкого района Хмельницкой области в крестьянской семье. Украинец. Образование начальное. Работал трактористом в Ярмолинецкой машинно-тракторной станции.
В Красной Армии с марта 1940 года. Службу проходил в учебном кавалерийском полку в городе Тамбов. С июня по декабрь 1941 года – в действующей армии. 
Воевал на Ленинградском фронте. В дальнейшем проходил службу в учебном танковом полку. С 3 марта 1944 года – снова в действующей армии. Воевал на 1-м Украинском фронте. Принимал участие в Проскуровско-Черновицкой, Львовско-Сандомирской, Сандомирско-Силезской, Нижнесилезской, Верхнесилезской, Берлинской и Пражской наступательных операциях.
В ходе Проскуровско-Черновицкой наступательной операции при прорыве обороны противника и его преследовании с 4 по 6 марта 1944 года Венгер смело водил танк в атаки и умело маневрировал на поле боя. Из наградного листа:

Находясь в экипаже старшего лейтенанта Храмцова первым ворвался в село Маначин в Волочисском районе Хмельницкой области гусеницами раздавил 5 автомобилей противника. В этих боях экипаж подбил 2 танка, бронепоезд, уничтожил 5 огневых точек и до 30 солдат врага. Захвачены болбшие трофеи, в том числе более 500 автомобилей с грузами— наградной лист
.
Приказом командира 6-го гвардейского механизированного корпуса от 19 марта 1944 года старший сержант Венгер Константин Степанович награждён орденом Славы 3-й степени.
В ходе Львовско-Сандомирской наступательной операции 18 июля 1944 года участвовал во всех трёх атаках при овладении деревни Ивачув ныне Зборовского района Тернопольской области Венгер трижды водил танк в атаку. Находясь в экипаже старшего лейтенанта Храмцова экипаж уничтожил немецкий танк типа «Тигр». 24 июля 1944 года первым ворвался в предместья города Львов. При овладении городом экипажем было уничтожено свыше 20 немецких солдат.
Приказом командующего 4-й танковой армией от 22 августа 1944 года старший сержант Венгер Константин Степанович награждён орденом Славы 2-й степени.
Сандомирско-Силезскую наступательную операцию танк Венгера прошёл без единого отказа. 17 января 1945 года Венгер заменил выбывшего из строя командира танка старшего лейтенанта Косачёва. В течение всех боёв действовал за командира танка. В боях экипаж уничтожил 32 автомашины, 15 повозок с военным имуществом и до 60 немецких солдат и офицеров. 19 января 1945 года в районе деревни Стара-Гадка (Польша) на подступах к городу Лодзь, огнём пушки уничтожил штурмовое орудие типа «Фердинанд».
Указом Президиума Верховного Совета СССР от 10 апреля 1945 года за образцовое выполнение боевых заданий командования на фронте борьбы с немецкими захватчиками и проявленные при этом доблесть и мужество старший сержант Венгер Константин Степанович награждён орденом Славы 1-й степени.
В июне 1945 года старшина Венгер демобилизован. Вернулся в родные края. Жил в посёлке городского типа Ярмолинцы Хмельницкой области. Работал трактористом Ярмолинецкого участка Хмельницкого кирпичного завода.
Умер 19 мая 1988 года.

## Награды
- Орден Отечественной войны I степени (11.03.1985)[5]

- Полный кавалер ордена Славы:
  - орден Славы I степени (10.04.1945)[6];
  - орден Славы II степени (22.08.1944)[7];
  - орден Славы III степени (19.03.1944)[8];
- медали, в том числе:
  - «За оборону Москвы» (1.05.1944)
  - «В ознаменование 100-летия со дня рождения Владимира Ильича Ленина» (6 апреля 1970)
  - «За победу над Германией в Великой Отечественной войне 1941—1945 гг.» (9 мая 1945[9])[10]
  - «За взятие Берлина» (9.6.1945)[11]
  - «За освобождение Праги» (9.6.1945)
  - «20 лет Победы в Великой Отечественной войне 1941—1945 гг.» (7 мая 1965[12])
  - «30 лет Победы в Великой Отечественной войне 1941—1945 гг.»[13]
  - 40 лет Победы в Великой Отечественной войне 1941—1945 гг.[14]
  - Юбилейная медаль «50 лет Победы в Великой Отечественной войне 1941—1945 гг.»[15]
  - «30 лет Советской Армии и Флота»[16]
  - «40 лет Вооружённых Сил СССР»[17]
  - «50 лет Вооружённых Сил СССР» (26 декабря 1967[18])
- Знак «25 лет победы в Великой Отечественной войне» (1970)

## Память
- На могиле установлен надгробный памятник
- Его имя увековечено в Главном Храме Вооружённых сил России, и навсегда запечатлено на мемориале «Дорога памяти»[19]